# Black River (parishhuvudort)
Black River är en parishhuvudort i Jamaica.   Den ligger i parishen Parish of Saint Elizabeth, i den västra delen av landet, 110 km väster om huvudstaden Kingston. Black River ligger 5 meter över havet och antalet invånare är 4 229. Den ligger på ön Jamaica.
Terrängen runt Black River är platt åt sydost, men åt nordväst är den kuperad. Havet är nära Black River åt sydväst. Runt Black River är det ganska tätbefolkat, med 129 invånare per kvadratkilometer. Närmaste större samhälle är Santa Cruz, 16,2 km öster om Black River. Omgivningarna runt Black River är en mosaik av jordbruksmark och naturlig växtlighet.